# كلايتون تانر
كلايتون تانر (بالإنجليزية: Clayton Tanner)‏ هو لاعب كرة قاعدة أمريكي، ولد في 5 ديسمبر 1987 في Mona Vale, New South Wales ‏ في أستراليا.

## وصلات خارجية
- كلايتون تانر على موقع دوري كرة القاعدة الرئيسي (الإنجليزية)
- كلايتون تانر على موقعبيزبول رفرنس.كوم (الدوري الثانوي) (الإنجليزية)